# Castle (rivière)
Pour les articles homonymes, voir Castle.
La rivière Castle  (anglais : Castle River ) est un cours d'eau situé  dans le sud-est du District de South Wairarapa dans la région de Wellington, dans l’Île du Nord de la Nouvelle-Zélande et sous affluent du fleuve Opouawe.

## Géographie
Elle prend naissance sur les flancs de la chaîne des Monts Aorangi à l’angle de Parc forestier d'Aorangi (en) et s’écoule vers l’est, rejoignant  le « Rough Stream » à 1,6 km au nord de la confluence des ruisseaux avec le fleuve Opouawe.